# Volo Avianca 011
Il volo Avianca 011 era un volo passeggeri di linea internazionale da Francoforte via Parigi, Madrid e Caracas con destinazione Bogotà, in Colombia, che si schiantò il 27 novembre 1983. Era operato da un Boeing 747-283B con numero di registrazione HK-2910X. Decollò dall'aeroporto Charles de Gaulle di Parigi alle 22:25 del 26 novembre 1983 in direzione dell'aeroporto Barajas di Madrid; il decollo fu ritardato in attesa di ulteriori passeggeri da un volo della Lufthansa a causa della cancellazione del segmento Parigi-Francoforte-Parigi da parte di Avianca per motivi operativi.
Durante l'avvicinamento con il sistema di atterraggio strumentale (ILS) alla pista 33, il 747 si schiantò su una collina a circa 12 chilometri a sud-est dell'aeroporto uccidendo 181 persone, tra cui 19 membri dell'equipaggio in servizio e quattro fuori servizio. Gli 11 passeggeri sopravvissuti rimasero gravemente feriti. La causa dell'incidente fu giudicata essere un errore del pilota, poiché il capitano aveva determinato la posizione dell'aereo in modo errato. Finora, il volo 011 di Avianca rimane il secondo incidente aereo per mortalità nel territorio spagnolo, dietro il disastro dell'aeroporto di Tenerife, e il peggior incidente nella storia di Avianca.
In questo incidente perse la vita, tra gli altri, l'eccelente pianista catalana Rosa Sabater.

## L'incidente
Era notte al momento dell'incidente, le condizioni meteorologiche appena prima dell'incidente consistevano in una visibilità di 5 miglia e il vento era calmo. Circa 20 minuti prima dell'impatto, l'aeromobile aveva ottenuto informazioni sulle condizioni meteorologiche a Barajas da Avianca. Il primo contatto con i controllori del traffico aereo spagnolo avvenne alle 23:31. Alle 00:03 l'aereo contattò di nuovo Barajas e fu autorizzato ad atterrare sulla pista 33; questa fu l'ultima comunicazione del controllore con l'aeromobile. Lo schianto avvenne nel comune di Mejorada del Campo, a circa 12 km a sud-est rispetto all'aeroporto di Madrid. L'incidente avvenne alle ore 00:06 circa del 27 novembre 1983. L'aereo colpì tre diverse colline durante la caduta e i detriti furono ampiamente dispersi in conseguenza degli impatti. Nell'incidente rimasero uccisi 158 passeggeri, 19 membri dell'equipaggio e 4 membri dell'equipaggio fuori servizio. 11 persone rimasero gravemente ferite. Di queste ultime, nove furono espulse dall'aeromobile, alcuni ancora ai loro posti, e due affermarono di essere usciti da soli dal relitto. Il velivolo finì completamente distrutto nell'impatto e nel conseguente incendio. L'aereo era dotato di un registratore digitale di dati di volo e di un registratore vocale nella cabina di pilotaggio, entrambi recuperati il giorno dell'incidente in buone condizioni.

## Le indagini
Le indagini furono condotte dalla Commissione investigativa sugli incidenti e sugli incidenti dell'aviazione civile spagnola (CIAIAC).
La probabile causa dell'incidente fu: 
a) la navigazione imprecisa da parte dell'equipaggio, che li pose in una posizione errata per iniziare la manovra di avvicinamento;
b) le mancate azioni correttive dell'equipaggio conformemente alle istruzioni d'uso del sistema di allarme di prossimità al suolo (GPWS)
c) un carente lavoro di squadra nella cabina di pilotaggio;
d) le imprecise informazioni sulla posizione fornite al velivolo dal controllore di volo;
e) il controllore di volo che, non avendo informato l'aeromobile che il servizio radar era terminato, non mantenne un controllo adeguato sul radar»
(CIAIAC)
Prima di questo volo non c'erano prove di anomalie a Parigi. L'equipaggio era rimasto in città 72 ore dopo l'arrivo sul volo AVO10 il primo giorno, il 24 novembre 1983. L'inchiesta ha inoltre stabilito che il pilota in comando e l'equipaggio erano debitamente autorizzati e qualificati, così come i controllori del traffico aereo. L'aeromobile era in possesso di un certificato di aeronavigabilità valido, nonché di un certificato di registrazione e manutenzione. L'aereo era stato mantenuto in conformità con il programma di manutenzione prescritto e gli aiuti alla navigazione e all'avvicinamento erano stati controllati e funzionavano correttamente. Inoltre, durante le indagini, non sono stati rilevati malfunzionamenti nelle comunicazioni dei controllori o nelle apparecchiature radar e non sono state scoperte prove di difetti nei motori o nei sistemi del velivolo.

## Il numero di volo
A partire dal 2019, Avianca utilizza il numero 011 per un volo giornaliero non-stop da Madrid a Bogotà, utilizzando un Boeing 787 Dreamliner.